# زائدة منتجة
الزائدة المنتجة هي الزائدة التي ما زالت مستعملة في إنتاج الألفاظ بالاشتقاق. مثالها في العربية ياء النسب. خلافها الزائدة العقيمة وهي ما استغني عنها بغيرها.